# Takumaihlakuribot
Takumaihlakuribot (nep. ताकुमाझ लाँकुरीबोट) – gaun wikas samiti w zachodniej części Nepalu w strefie Gandaki w dystrykcie Gorkha. Według nepalskiego spisu powszechnego z 2001 roku liczył on 942 gospodarstw domowych i 4496 mieszkańców (2505 kobiet i 1991 mężczyzn).